# 媒体所有权集中化
媒体所有权集中化，也称媒体整合或媒体融合，是一个过程，在此过程中，越来越少的个人或组织控制着越来越多的大众媒体份额。当代研究表明，整合水平不断提高，许多媒体行业已经高度集中和由极少数公司主导。
在全球范围内，大型媒体集团包括贝塔斯曼、国家娱乐（派拉蒙全球）、索尼集团公司、新闻集团、康卡斯特、华特迪士尼公司、华纳兄弟探索公司、福克斯公司、赫斯特通讯、亚马逊（亚马逊米高梅影业）、环球集团（南美）和拉加代尔集团。
截至2022年，收入最大的媒体集团是 康卡斯特、华特迪士尼公司、华纳兄弟探索公司和派拉蒙全球。

## 合并
当一家媒体公司收购另一家公司时，就会发生媒体合并。目前美国企业媒体所有权的格局可以被描述为寡头。

### 媒体诚信风险
当少数公司和个人控制媒体市场时，媒体诚信就会面临风险。媒体诚信是指媒体服务于公共利益和民主进程的能力，使其能够抵御媒体系统内的制度腐败、影响力经济、相互冲突的依赖和政治影响，庇护主义。

### 消除网络中立性
当媒体合并发生时，网络中立性也受到威胁。网络中立性意味着对互联网上的内容缺乏限制，然而，大企业在经济上支持竞选活动，他们往往对政治问题有影响力，这可以转化为他们的媒介。这些大企业也控制着互联网使用或广播，可能会提供带有政治立场偏见的内容，或者他们可能会限制相互冲突的政治观点的使用，从而消除网络中立性。

## 问题
媒体所有权集中化经常被视为当代媒体和社会的问题。

### 新闻自由和编辑独立
约翰内斯·冯·多纳尼 (Johannes von Dohnanyi) 在欧洲安全与合作组织 (OSCE) 媒体自由代表办公室2003年发表的一份报告中指出，媒体的市场集中度无论是由国内还是国内推动的。外国投资者应该受到“密切监控”，因为“横向集中可能会对媒体多元化和多样性造成危险，而纵向集中可能会导致新竞争者进入壁垒。” 冯·多纳尼（Von Dohnanyi）认为，为了“维护自由和独立的印刷媒体并保护作为宪政民主基石之一的专业新闻业”，应该制定编辑独立性的标准，为专业记者提供更好的劳动保护，并建立独立的机构来“监督实施和遵守” 有关集中过程、媒体多元化、内容多样性和新闻自由的所有法律和法规。”

### 放松管制
罗伯特·W·麦切斯尼认为媒体所有权集中化是由向新自由主义放松管制政策的转变造成的，这是一种市场驱动的方法。放松管制有效地消除了政府对媒体进行商业利用的障碍。媒体公司合并的动机包括提高利润率、降低风险和保持竞争优势。与此相反，支持放松管制的人认为，文化贸易壁垒和法规损害了消费者，而补贴形式的国内支持阻碍了各国发展自己强大的媒体公司。开放边界比维持保护主义法规对各国更有利。
对媒体放松管制和由此产生的所有权集中化的批评者担心，这种趋势只会继续减少所提供信息的多样性，并减少信息提供者对公众的责任。批评者认为，整合的最终结果是公众信息匮乏，媒体选择范围有限，只提供不损害媒体寡头不断扩大的利益范围的信息。
对于这些批评者来说，媒体放松管制是一种危险的趋势，它会促进媒体所有权集中化化，从而降低通过主要媒体渠道传播的信息的整体质量和多样性。媒体所有权的日益集中可能导致企业审查制度影响广泛的批判性思想。

## 媒体多元化
媒体所有权集中化通常被认为是减少媒体多元化的关键因素之一。媒体市场的高度集中增加了减少政治、文化和社会观点多元化的机会。
即使媒体所有权是评估媒体多元化时的主要关注点之一，但媒体多元化的概念更为广泛，因为它涉及许多方面，从合并控制规则到编辑自由、公共服务的地位 广播公司、记者的工作条件、媒体与政治之间的关系、当地和区域社区的代表性以及少数群体声音的包容性。此外，它还包括保证公民获得多元化来源的所有措施，以便在公共领域形成多元化意见，而不受主导力量的不当影响。
此外，媒体多元化有两个维度，或者更确切地说是内部和外部。内部多元化涉及特定媒体组织内部的多元化：在这方面，许多国家要求公共广播服务考虑各种观点和意见，包括少数群体的观点和意见。相反，外部多元化适用于整个媒体格局，例如在特定国家运营的媒体机构的数量。
当媒体所有者干涉记者的独立性和编辑路线时，媒体所有权可能会对多元化构成严重挑战。然而，在自由市场经济中，所有者必须有能力决定公司的战略，以保持市场竞争力。此外，多元化并不意味着中立和缺乏意见，因为编辑路线是编辑角色的一个组成部分，只要该路线对工作人员和读者都是透明和明确的。

### 媒体多元化决定因素

#### 市场规模和财富
“在任何自由市场经济中，可用于提供媒体的资源水平将主要受到该经济体的规模和财富以及居民消费媒体的倾向的限制。” [吉莉安·多伊尔； 2002:15]那些拥有相对较大市场的国家，如英国、法国或西班牙，有更多的金融背景来支持输出的多样性，并且有能力将更多的媒体公司留在市场上（因为它们是为了盈利 ）。更加多样化的产出和分散的所有权将支持多元主义。相比之下，像爱尔兰或匈牙利这样的小市场则缺乏大市场国家的产出多样性。它意味着“通过直接付费对媒体的支持”和“消费者支出水平”，此外还意味着“广告支持的可用性”[Gillian Doyle； 2002:15] 由于观众数量较少，这些国家的观众较少。总体而言，市场的规模和财富决定了媒体输出和媒体所有权的多样性。

#### 资源整合
成本函数和成本分摊的业务。成本分摊是单一媒体和跨媒体的常见做法例如，“对于多产品电视或广播电台来说，共同拥有的不同服务之间的同质性越高（或者节目表中可以在‘不同’电台之间共享的元素越多），获得收益的机会就越大。” 尽管多元化的主要问题是不同所有权下的不同组织可能会购买相同的产品，例如 来自同一新闻机构的新闻报道。在英国，最大的新闻供应商是新闻协会（PA）。以下是 PA 网站上引用的一段文字：“新闻协会为每个国家和地区日报、主要广播公司、在线出版商和广泛的商业组织提供服务。” 总体而言，在一个所有不同媒体组织从同一来源收集故事的系统中，我们不能真正称该系统为多元化。这就是产出多样性的用武之地。

### 媒体所有权多元化

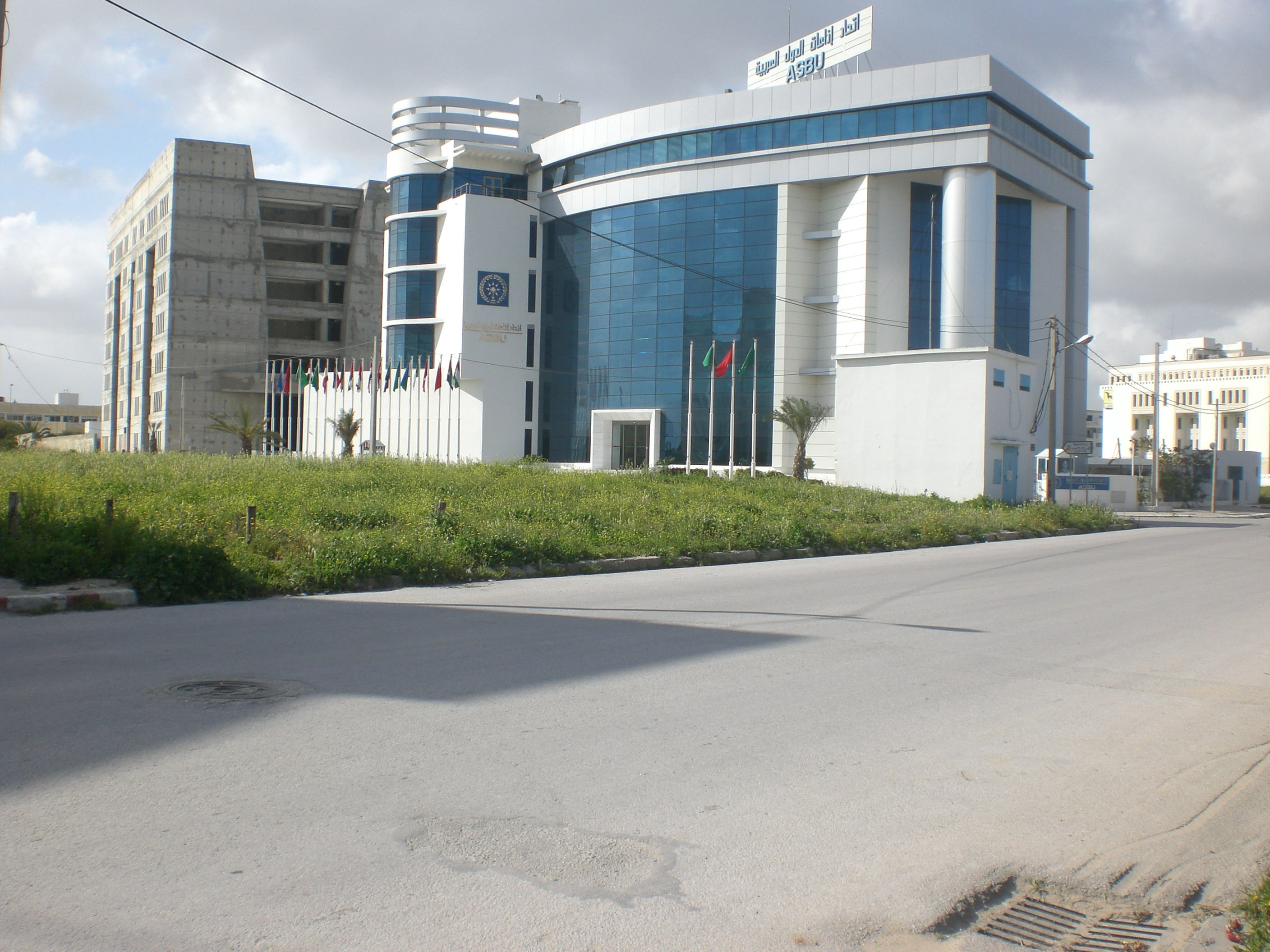
Arab States Broadcasting Union building in Tunis

自2012年以来，媒体私有化和国家对媒体内容的主导地位不断减弱。在阿拉伯地区，阿拉伯国家广播联盟(ASBU) 统计，有1,230个电视台通过阿拉伯和国际广播电台进行广播。卫星，其中133个为国有，1,097个为私营。 根据 ASBU 报告，这些数字证明了针对阿拉伯地区的国家频道的比例下降，而国家私营和外国公共电视台的比例上升。政府对整个媒体部门直接所有权的减少通常被认为是一种积极趋势，但与此同时，带有宗派议程的媒体也在增加。